# 마쓰모토 다이키
마쓰모토 다이키(일본어: 松本 大輝, 1991년 5월 29일 ~ )는 일본의 전 축구 선수이다.

## 구단 경력
과거 방포레 고후, V-파렌 나가사키에서 활동하였다.